# Virserum
Virserum är en tätort i Hultsfreds kommun i Kalmar län.

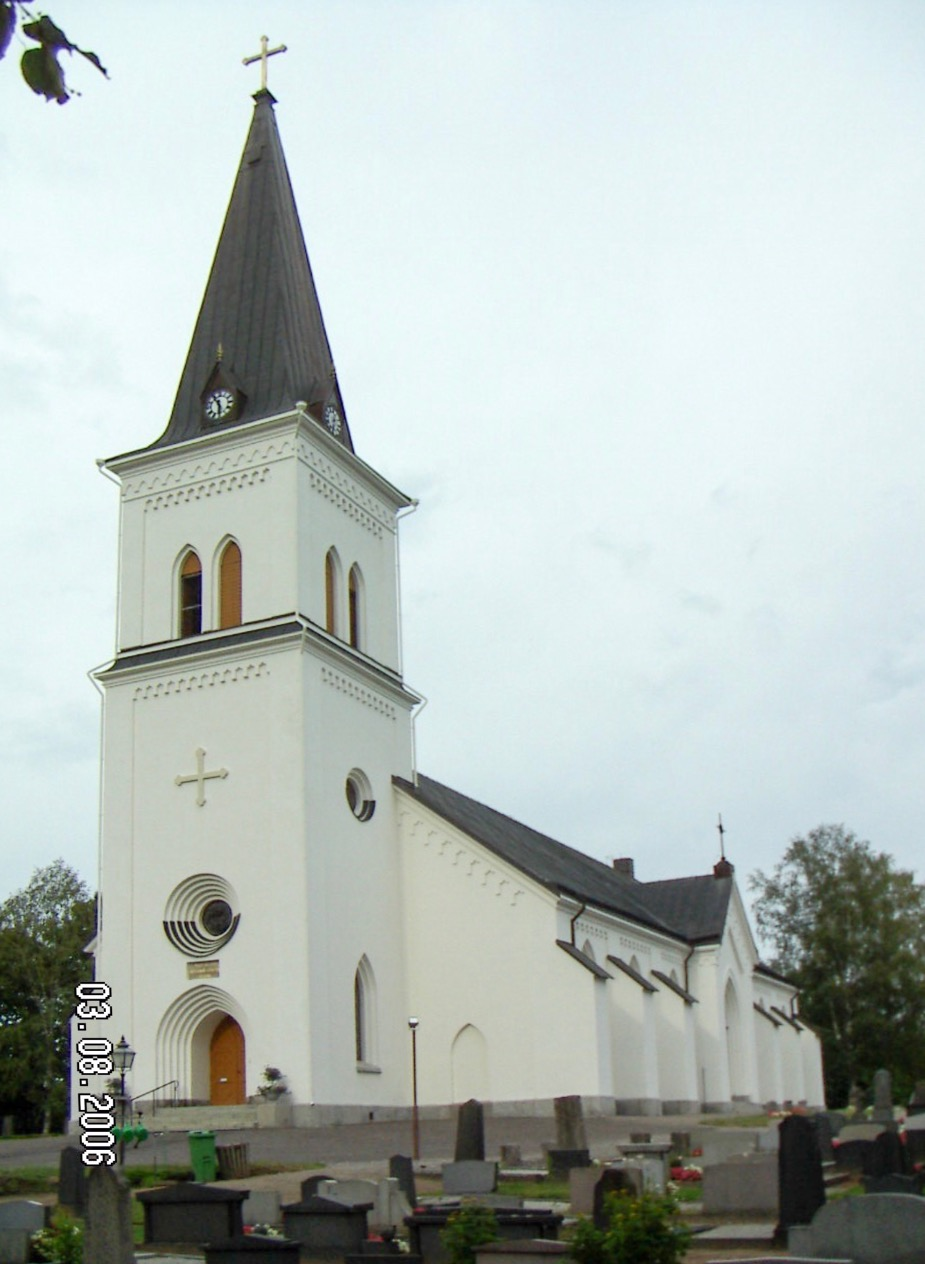
Virserums kyrka.

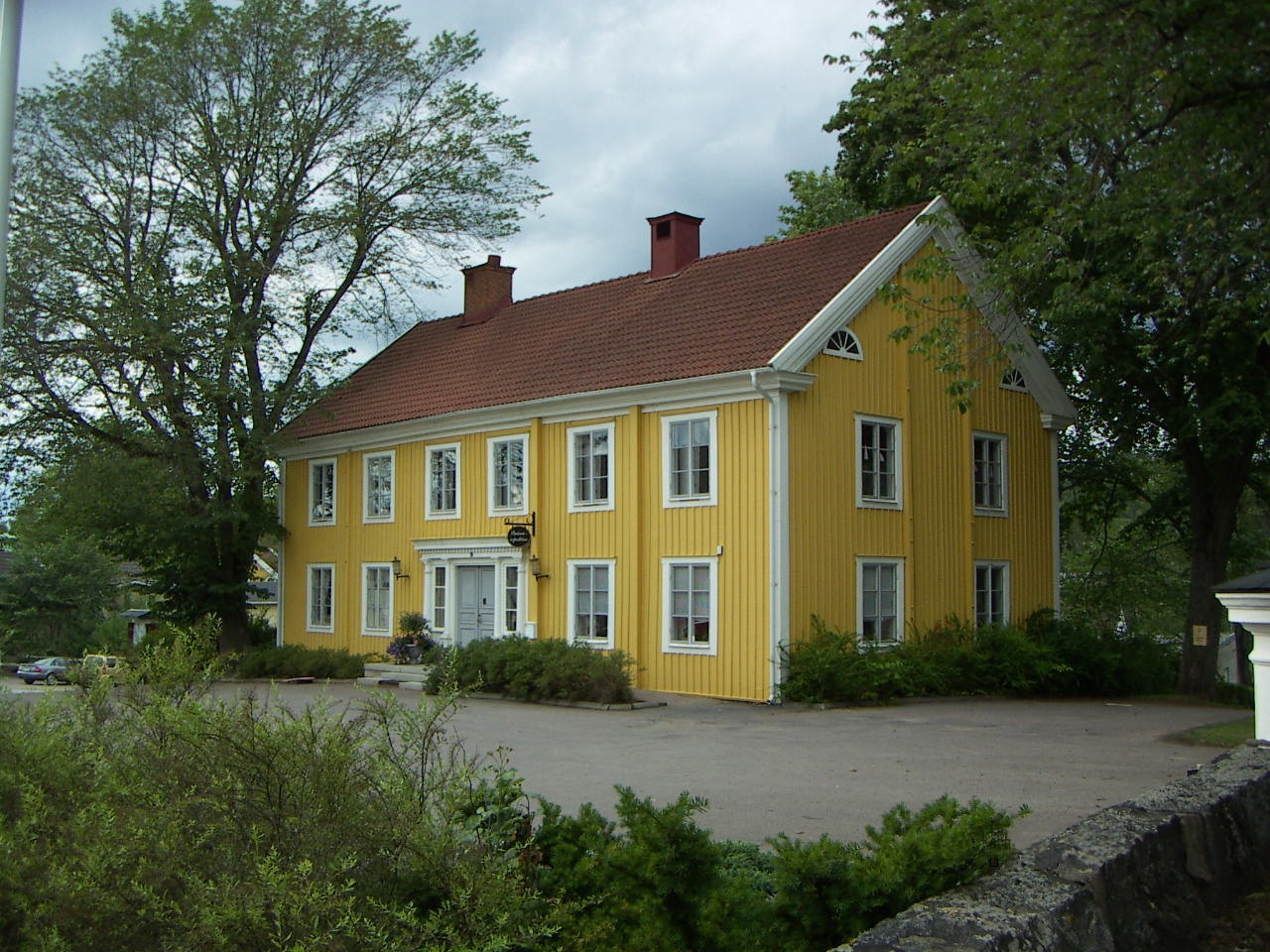
Virserums sockenstuga, från omkring 1850.

## Historik
Ortnamnet är tidigast belagt år 1278 som Widisrum, vilket ansetts innehålla dels ett äldre namn på Virserumssjön, Vidhir, dels rum, med betydelsen "öppen plats". Den äldsta lämningen är en boplats från äldre stenåldern. Andra fornlämningar är rösegravar från bronsåldern och ett gravfält från järnåldern.
Orten förknippas med Dackefejden. När Gustav Vasa kuvade de upproriska bönderna under Nils Dackes ledning 1543, stod slutstriden enligt traditionen utanför Virserum på sjön Hjortens is. 
Åtminstone sedan slutet av medeltiden har den årliga Virserums marknad haft stor betydelse för samhället. 
Den del av Virserumsån som ﬂyter genom det centrala samhället kallas på äldre kartor och i äldre texter för de fyra vattenfallen. Dessa var grunden för vattenkraft och industriell utveckling på orten. Flera snickerier och möbelindustrier etablerade sig under industrialismen i mitten av 1800-talet utmed ån. Mellan 1830 och 1890 fanns handpappersbruk, såg, spinneri och färgeri. Fröåsa handpappersbruk finns nu i Virserums hembygdspark. I Björneström utanför Virserum tog Sveriges maskinella möbelindustri sin början på 1880-talet. Virserum förblev ett centrum för möbelindustrin i många år. Som mest fanns på 1950-talet ett fyrtiotal små fabriker kring samhället. Oskar Edvard Ekelunds Snickerifabrik var den största arbetsplatsen i Virserum. 
Smalspårsjärnvägen Växjö-Åseda-Hultsfreds Järnväg anslöts från Växjö till Virserum 1911. År 1921 öppnades bandelen från Virserum till Hultsfred. 
Under senare år har näringslivet präglats av småindustri och handel. Virserum har under 2000-talet bedrivit utvecklingsarbete kring dels ortens kulturliv, med exempelvis kulturcentret Bolagsområdet med museer och Virserums konsthall, och en musikfestival. 
Skolan i Virserum är en F9-skola med omkring 300 elever och drivs av friskolekoncernen Prolympia. Friskolan startade 2010 efter beslut att lägga ned högstadiedelen av den kommunala skolan. 

### Administrativa tillhörigheter
Virserum var och är kyrkby i Virserums socken och ingick efter kommunreformen 1862 i Virserums landskommun, där Virserums municipalsamhälle inrättades 9 februari 1917.  Virserum med kringområde utbröts 1956 ur landskommunen och bildade Virserums köping som 1971 uppgick i Hultsfreds kommun.

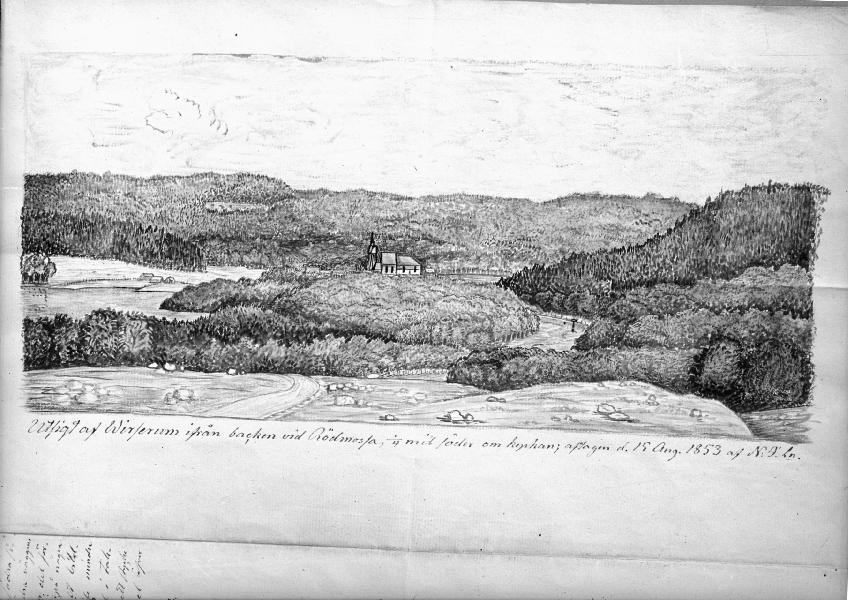
Teckning av Nils Isak Löfgren över Virserums gamla kyrka med omgivningar, daterad den 15 augusti 1853.

I kyrkligt hänseende har orten alltid hört till Virserums församling.
Orten ingick till 1918 i Aspelands tingslag, därefter till 1964 i Aspelands och Handbörds tingslag och sedan till 1971 i Oskarshamns domsagas tingslag. Från 1971 till 2005 ingick Virserum i Oskarshamns domsaga  och orten ingår sedan 2005 i Kalmar domsaga.

## Samhället

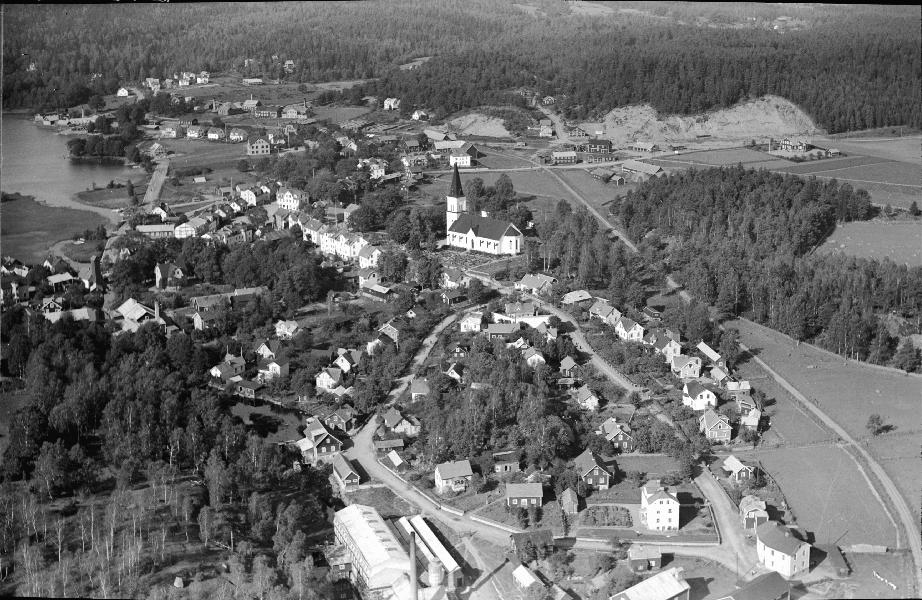
Flygfoto från år 1934.

Samhället ligger vid Virserumssjön och Virserumsån. I samhällets västra del ligger Länsmansängen, ett natur- och fritidsområde, med naturreservatet Länsmansgårdsängen. Kaffeberget, bakom Centralskolan, och Gåsehall är ortens två allmänna badplatser i Virserumssjön. 

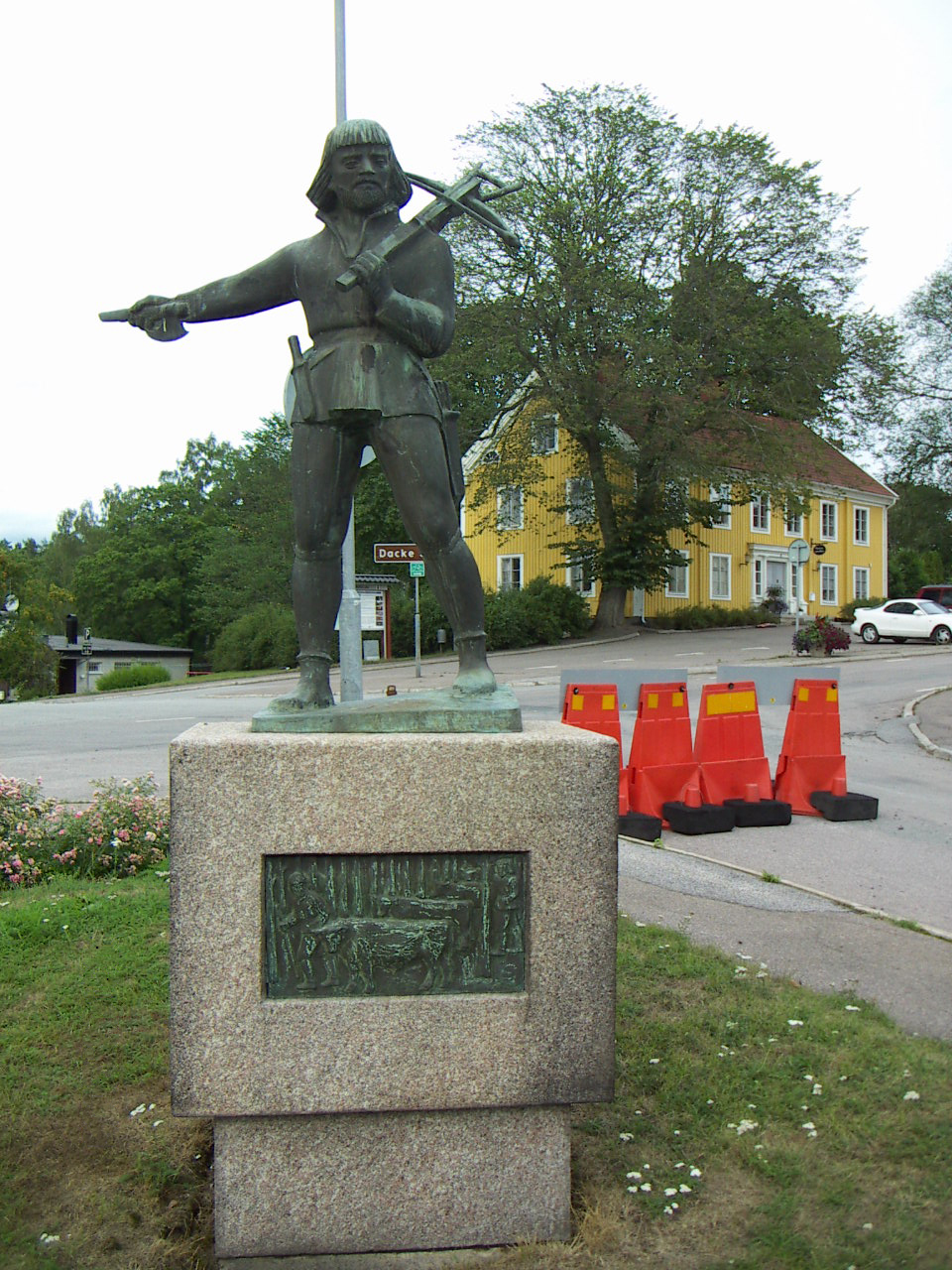
Nils Dacke frihetskämpen av Arvid Källström. Virserumskonstnären Reuben Hedin hade tidigt föreslagit en Dackestaty i samhället och år 1956 kunde den resas på gamla torget.

Väster om Virserum finns kulturreservatet Högarps by. Norr om samhället finns Slagdala naturreservat med Virserumsåsen. Nordväst om samhället finns "De fem byarna", Harghult, Högeruda, Skinnskälla, Ryd och Västra Gränö, med natur- och kulturvärden som värderats mycket högt  och vilka länge varit föreslagna som kulturreservat.  Sydost om Ryd, i Slättemossa, finns en välbevarad varggrop och en förekomst av ögondiorit.
I Björneström finns en välbevarad sekelskiftesindustrimiljö med stora röda bostadshus med snickarglädje. I dammen vid vägen står Theodor Karlssons skulptur ”Näcken”.
En utsiktsplats är Dackestupet, samhällets alpina anläggning. På en höjd intill samhället ligger "Käringryggen" en numera nedlagd folkpark.

### Bebyggelse

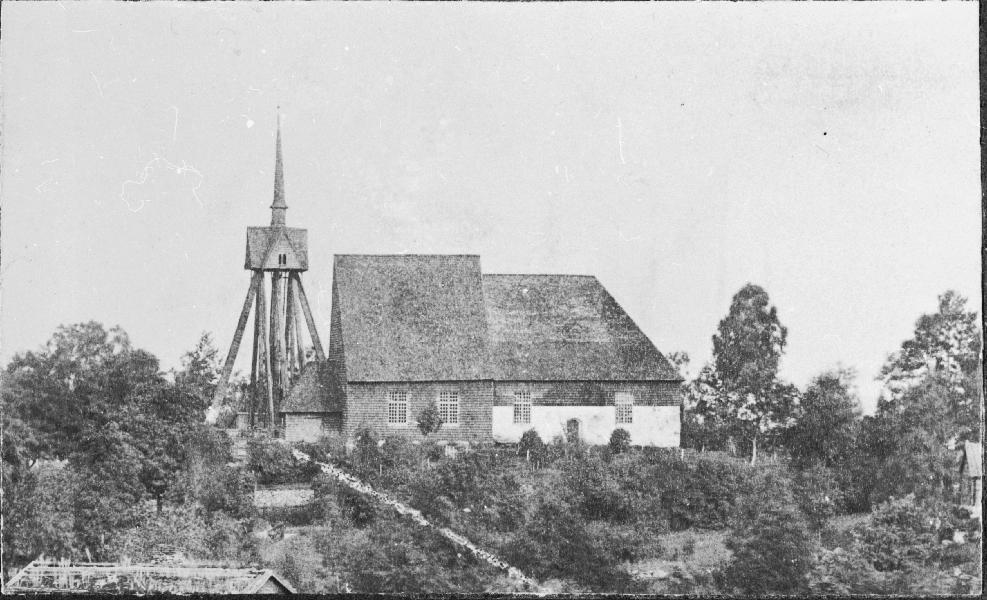
Virserums gamla kyrka omkring år 1880

På 1100-talet byggdes en kyrka på den plats där dagens kyrka står. Virserums "gamla kyrka" av trä byggdes på 1300-talet och byggdes till på 1690-talet. Denna träkyrka revs och ersattes med den nuvarande kyrkan i nygotisk stil åren 1879-1881. 
Smalspårsjärnvägen, som passerar Virserum, är delvis ett byggnadsminne som även omfattar samhällets stationsbyggnad och en intilliggande magasinsbyggnad. Båda byggnaderna används av smalspårsföreningen. Även den centrala delen av samhället har, med sin "medeltidsaktiga stadsplan", utpekats som kulturhistoriskt värdefull. 

I samhället finns ett fint exempel på bostadsarkitektur från 50-talet i det långa böjda tegelhus som ligger på Bastugatan invid marknadsplatsen. Fastigheten uppfördes i slutet av 1950-talet av stiftelsen Aspelandshem då det fanns ett stort behov av bostäder åt arbetarna vid bygdens möbelfabriker. Det långa huset i tre plan är elegant planerat i hur det sträcker sig runt en skogklädd kulle och ramar in en stor gård. I trapphusen finns vackra tidstypiska detaljer. 
.

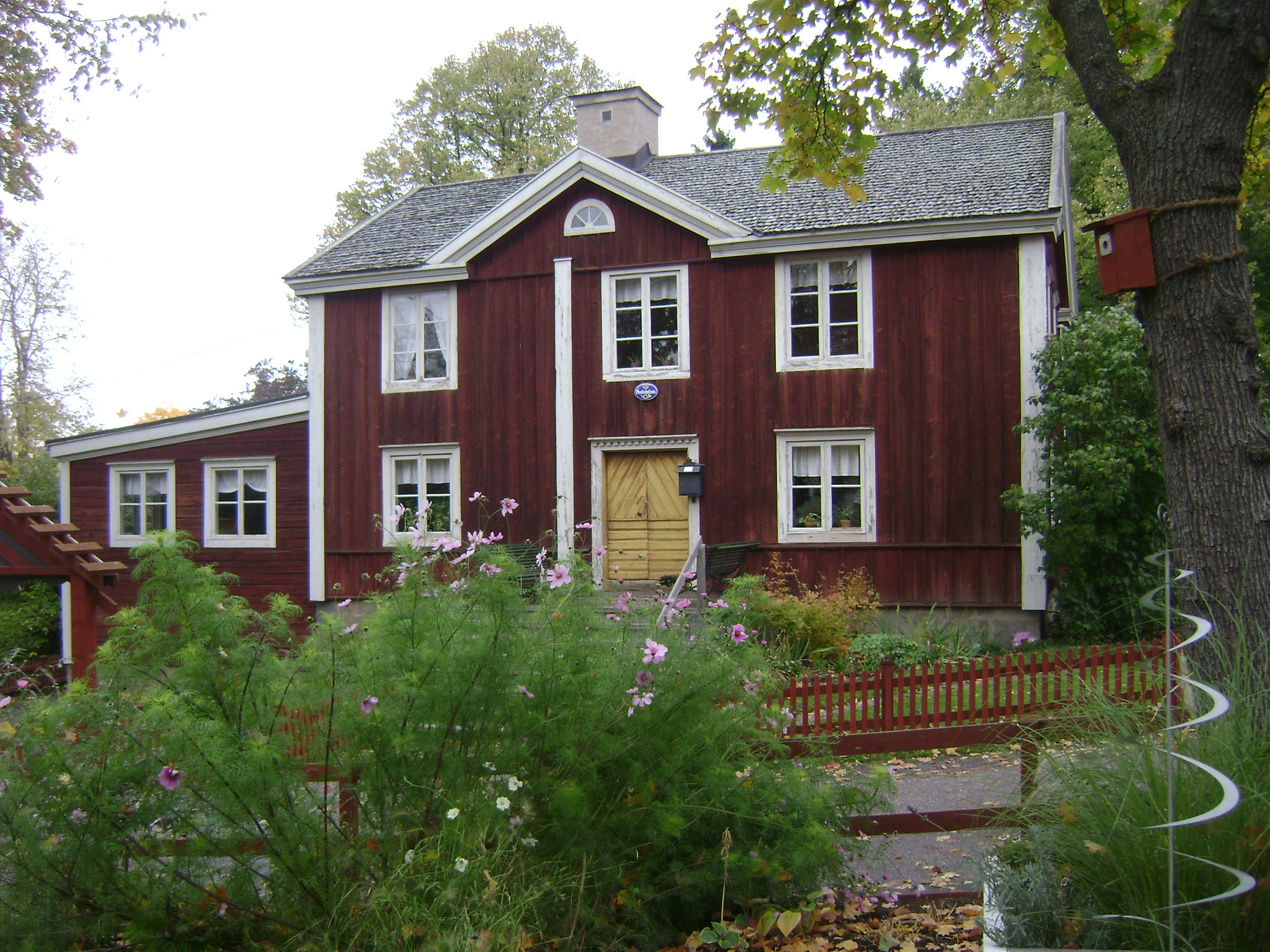
Posthuset från Virserum uppfördes omkring 1840 och flyttades 1963 till Skansen i Stockholm

Tre byggnader från Virserum finns numera på Skansen i Stockholm: en av samhällets möbelindustrier från den närliggande byn Hultarp, Virserums gamla posthus och Virserumsboden, en knuttimrad loftbod i två våningar från 1600-talet.

### Bankväsende
Virserums sparbank grundades 1884 och är alltjämt verksam i orten som fristående sparbank.
Kalmar enskilda bank etablerade år 1903 ett expeditionskontor i Virserum. Denna bank kom sedermera att uppgå i Handelsbanken, som stänger kontoret i Virserum i juni 2021. Därefter finns bara sparbanken kvar med kontor på orten.

## Kultur

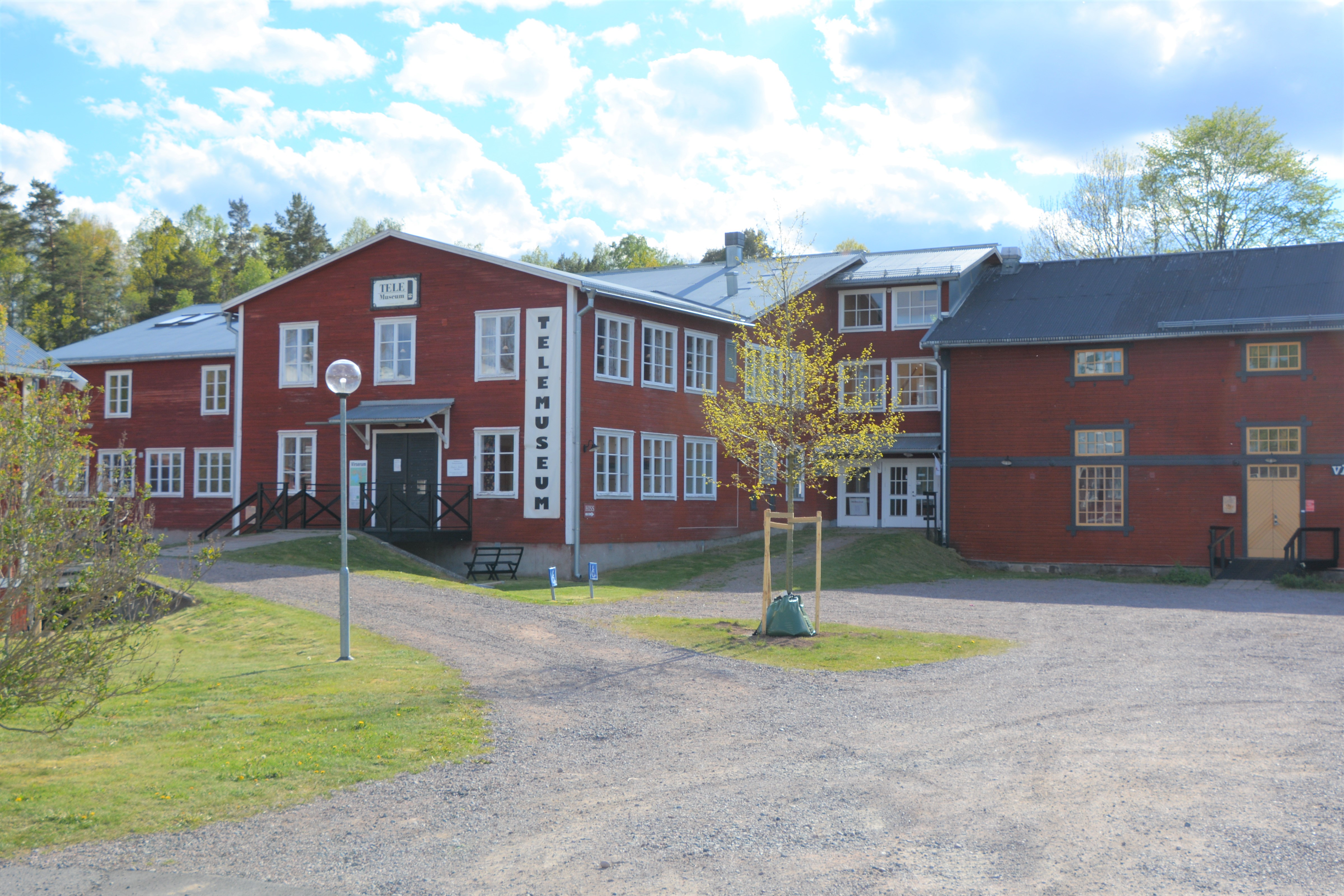
Sveriges telemuseum, tidigare Oskar Edvard Ekelunds Snickerifabrik

Flera kulturinstitutioner har samlats på kultur- och turistcentret Bolagsområdet, tidigare kallat Dackestop. Virserums konsthall, som arbetar projektorienterat med etnologisk konst i installationsform, grundades 1999. Sveriges telemuseum öppnades 2001 och är sedan 2004 Sveriges enda telemuseum. Virserums Möbelindustrimuseum, med sitt vattenhjulsdrivna system, är en fullt fungerande tillverkningsmiljö från 1920-talet. 
I den centrala delen av samhället står statyn Nils Dacke frihetskämpen av Arvid Källström.
Ett uppmärksammat fornminne är Knallakorset i Björkmossa nära samhället, med ett sägenomspunnet träkors, vars inskription är daterad 1669.

## Evenemang
Virserums marknad hålls första lördagen i augusti med en förmarknad på fredagskvällen innan. Marknaden har rötter i sen medeltid och är en av Sveriges största marknader. Under senare tid har marknaden årligen haft drygt 60 000 besökare. 
Dacketräffen är en MC-träff arrangerad i Virserum. Träffen arrangeras av Virserums MC-klubb i samband med Virserums marknad och brukar ha cirka 1 000 deltagare.
Virserums Musikdagar är en festival som hållits veckan efter midsommar sedan 1997. I samband med musikdagarna anordnas Virserumsdagarna, ett debattforum med fokus på olika kulturyttringars villkor, förutsättningar och framtid, vanligen med "kultur & hälsa" som röd tråd.
Sommaren 2007 återuppstod Dackespelet, ett humoristiskt bygdespel som bygger på berättelser om upprorsledaren Nils Dackes liv.

## Föreningsliv
Virserums Samhällsförening arbetar under varunamnet Virserums Köping för samhällets, handelns och näringslivets utveckling. Föreningen arrangerar Virserums marknad.
Föreningen Smalspåret Växjö-Västervik har sin bas i Virserums stationshus. Sommartid är sträckan längs Virserumssjön och Hjortesjön upplåten för cykeldressiner, som hyrs ut vid stationen. Sedan hösten 2007 körs också museitåg med rälsbussar vid vissa tillfällen, exempelvis vid Virserums marknad.
Virserums hembygdsförening driver Virserums hembygdspark, med omkring 15 byggnader. Hembygdsparkens mest kända byggnad är Fröåsa handpappersbruk. Museitillverkning av papper i samband med visningar förekommer. I parken finns ett stycke klotbergart.
Virserums Sport- och Gymnastikförening, VSGF, har fotboll, ishockey, gymnastik och innebandy på sitt aktivitetsprogram.

### Befolkningsutveckling
| Befolkningsutvecklingen i Virserum 1960–2020 | Befolkningsutvecklingen i Virserum 1960–2020 | Befolkningsutvecklingen i Virserum 1960–2020 | Befolkningsutvecklingen i Virserum 1960–2020 | Befolkningsutvecklingen i Virserum 1960–2020 |
| -------------------------------------------- | -------------------------------------------- | -------------------------------------------- | -------------------------------------------- | -------------------------------------------- |
|                                              |                                              |                                              |                                              |                                              |
| År                                           |                                              |                                              | Folkmängd                                    | Areal (ha)                                   |
| 1960                                         | 1960                                         |                                              | 2 414                                        |                                              |
| 1965                                         | 1965                                         |                                              | 2 556                                        |                                              |
| 1970                                         | 1970                                         |                                              | 2 591                                        |                                              |
| 1975                                         | 1975                                         |                                              | 2 495                                        |                                              |
| 1980                                         | 1980                                         |                                              | 2 446                                        |                                              |
| 1990                                         | 1990                                         |                                              | 2 342                                        | 255                                          |
| 1995                                         | 1995                                         |                                              | 2 310                                        | 259                                          |
| 2000                                         | 2000                                         |                                              | 2 066                                        | 259                                          |
| 2005                                         | 2005                                         |                                              | 1 847                                        | 261                                          |
| 2010                                         | 2010                                         |                                              | 1 742                                        | 262                                          |
| 2015                                         | 2015                                         |                                              | 1 769                                        | 286                                          |
| 2020                                         | 2020                                         |                                              | 1 844                                        | 294                                          |
|                                              |                                              |                                              |                                              |                                              |